# Repeat～改變命運的10個月～
《Repeat～改變命運的10個月～》（日語：リピート〜運命を変える10か月〜），由讀賣電視台制作，於2018年1月11日至3月15日在「讀賣電視台週四連續劇」時段播出的日劇。本劇由貫地谷詩穗梨、本乡奏多和ゴリ主演 

## 故事簡介
本劇講述筱崎鮎美收到一個神秘電話，對方在電話中指出一小時後的6時45分將會發生地震。原以為只是惡作劇，但一小時後預言卻應驗了。神秘男人再次來電，指出自己名叫風間，希望邀請她參加時間旅行。而收到風間電話的總共有8人，當他們穿越回到過去十個月前，危險事件卻一步一步逼近他們。

## 登場人物

### 主要人物
- 篠崎鮎美〈33〉：貫地谷詩穗梨（香港配音：劉惠雲）

區立春日台圖書館圖書管理員。性格內向，與其男友交往了一年半，希望對方向自己求婚時，突然收到一個神秘電話，邀請她參加「Repeat」，回到過去。
- 毛利圭介〈23〉：本鄉奏多（香港配音：陳灝瑋）

自由工作者，在夜總會工作，志願是成為一個攝影師，但因涉嫌盜取攝影器材而被老師趕走。其女朋友性格糟糕，正當想與其分手時，他收到神秘電話，邀請他參加「Repeat」。
- 天童太郎〈40〉：猩爺（日语：ゴリ）（香港配音：招世亮）

咖啡店店主。
- 風間〈50〉：六角精兒（日语：六角精児）（香港配音：陳永信）

發出「Repeat」邀請的神秘男人。自稱只是隨便按電話而發送「Repeat」邀請給鮎美等人。

### 「Repeat」參加者
- 鄉原俊樹〈51〉：清水圭（日语：清水圭）（香港配音：朱子聰）

上班族。
- 高橋和彦〈45〉：福田轉球（日语：福田転球）（香港配音：劉昭文）

貨車司機。
- 坪井要〈20〉：豬野廣樹（日语：猪野広樹）（香港配音：鍾見麟）

希望考取東京大學的預備學校學生。
- 橫沢佐知子〈55〉：手塚理美（日语：手塚理美）（香港配音：袁淑珍）

全職家庭主婦。
- 大森知惠〈35〉：安達祐實（特别出演）（香港配音：鄭麗麗）

食品化學研究員，志願是改善世界糧食危機。

### 其他
- 町田由子〈21〉：島崎遙香[2][3]（香港配音：羅孔柔）

圭介的女朋友。千金小姐，佔有慾強，妒忌心重，是典型的恐怖情人。
- 久瀬一樹〈38〉：松田悟志（香港配音：陳耀楠）

鮎美的男朋友，卻對其不忠。
- まひる：松尾薫（日语：松尾薫）（香港配音：陳皓宜）

鮎美的同事。
- 谷本健一：清水伸（日语：清水伸）（香港配音：張錦江）

偵探。
- 寺山：チングポカ（日语：チングポカ）（香港配音：葉振聲）

天童的好友，跳樓自殺身亡。

### 客串角色

#### 第1集
- カケル：松浦理人 [4]（香港配音：魏惠娥）

在圖書館奔跑的小孩。
- さおり：小菅汐梨（日语：小菅汐梨） [5]

在圖書館聽故事的小孩。
- 棚田：ムーディ勝山（日语：ムーディ勝山） [6]（香港配音：潘文柏）

夜總會客人。
- 新聞主播：中谷しのぶ（日语：中谷しのぶ） [7]（香港配音：詹健兒）
- 松本浩子：川俣しのぶ（日语：川俣しのぶ）（香港配音：蔡惠萍）

鮎美的同事。
- 圖書館管理員：福田博之（日语：福田博之） [8]

#### 第2集
- 橫澤正明：酒井敏也（香港配音：張炳強）

橫澤佐知子之丈夫，患有癌症。
- カレン：川崎珠莉（日语：川崎珠莉）（香港配音：張頌欣）

夜總會小姐。
- 南：益田惠梨菜（日语：益田恵梨菜）（香港配音：廖杏茵）

夜總會小姐。
- 夜總會店長：山田將之（日语：山田将之）（香港配音：李錦綸）
- 佐久間：林大介（日语：林大介）（香港配音：李鎮然）

圭介的師兄。
- 與圭介一起學習攝影的人：好井まさお（日语：好井まさお）（香港配音：張方正）
- 圭介的攝影老師：高橋克明（日语：高橋克明）（香港配音：張錦江）
- 一樹的父親：坂本あきら（日语：坂本あきら）（香港配音：譚炳文）
- 一樹的母親：真理アンヌ（日语：真理アンヌ）（香港配音：黃麗芳）

#### 第3集
- 天童文香：ちすん（日语：ちすん）（香港配音：曾佩儀）

天童太郎的前妻。
- 天童淳史：南出凌嘉（日语：南出凌嘉）（香港配音：林丹鳳）

天童太郎的兒子。
- 巴士司機：天津木村（日语：天津木村）（香港配音：張預東）

#### 第5集
- 赤江：田村杏太郎（日语：田村杏太郎）（香港配音：黃積權）

坪井高中同學。
- 黑川：橋本稜（日语：橋本稜）

不良少年。
- 小惠：小松美咲（日语：小松美咲）（香港配音：凌晞）

女大學生。
- 愛衣：一色絢巳（日语：一色絢巳）

女大學生。

#### 第8集
- 管理人：平田敦子（日语：平田敦子）（香港配音：許盈）
- 櫻：椿弓里奈（日语：椿弓里奈）（香港配音：何寶珊）

寺山的女兒

#### 第9集
- 麻生正義：成島敏晴（日语：成島敏晴）

前警官，好用自己手段處理他所認為逃避過法律制裁的人。

## 工作人員
- 原作：乾くるみ
- 編劇：泉澤陽子（日语：泉澤陽子），森山あけみ（日语：森山あけみ）
- 音樂：松本晃彦（日语：松本晃彦）
- 主題曲：DAY6「If ～また逢えたら～」(華納音樂)
- 製作人：岡本浩一（日语：岡本浩一）
- 制作：沼田賢治、中間利彦、村本陽介、古賀俊輔（ザフール）、長坂淳子（ザフール）
- 導演：蔵方政俊（日语：蔵方政俊）, 湯淺弘章（日语：湯淺弘章）, 片桐健滋（日语：片桐健滋）
- 制作協力：吉本興業
- 制作：讀賣電視台

## 播放日程
| 集數   | 播映日期 | 標題                                        | 劇本       | 導演     |
| ------ | -------- | ------------------------------------------- | ---------- | -------- |
| 1      | 1月11日  | 運命を変える10か月!衝撃のどんでん返し       | 泉澤陽子   | 蔵方政俊 |
| 2      | 1月18日  | 束縛する女 飼い犬人生からの脱却運命を変える | 泉澤陽子   | 蔵方政俊 |
| 3      | 1月25日  | 運命のバス 事故から命救えるか?狂気の合鍵女  | 泉澤陽子   | 片桐健滋 |
| 4      | 2月1日   | 次々標的に我々は狙われている!連続死のナゾ   | 森山あけみ | 片桐健滋 |
| 5      | 2月8日   | 秘密の部屋 暴かれる正体…急接近する甘いワナ  | 泉澤陽子   | 湯淺弘章 |
| 6      | 2月16日  | 走り出す運命の愛…衝撃の初夜引き裂く悪女     | 泉澤陽子   | 湯淺弘章 |
| 7      | 2月23日  | 死の代償 禁断の誘い…2度目のリピートへ？     | 森山あけみ | 蔵方政俊 |
| 8      | 3月1日   | 消えた相棒裏切り者は一体誰？                | 泉澤陽子   | 蔵方政俊 |
| 9      | 3月8日   | 衝撃最終章 全ての謎が明らかに!さよなら相棒  | 泉澤陽子   | 湯淺弘章 |
| 最終話 | 3月15日  | 迫り来る最期の時…運命変えられるか           | 泉澤陽子   | 湯淺弘章 |

## 外部連結
- Repeat - 文藝春秋（页面存档备份，存于）
- Repeat - 文春文庫（页面存档备份，存于）
- 讀賣電視台《Repeat～改變命運的10個月》（页面存档备份，存于）
- Repeat～改變命運的10個月的X（前Twitter）
- Repeat～改變命運的10個月的Instagram帳戶

| 日本 讀賣電視台 讀賣電視台週四連續劇   | 日本 讀賣電視台 讀賣電視台週四連續劇                   | 日本 讀賣電視台 讀賣電視台週四連續劇 |
| -------------------------------------- | ------------------------------------------------------ | ------------------------------------ |
|                                        | Repeat～改變命運的10個月～ （2018.01.11 - 2018.03.15） |                                      |
| 不眠的真珠 （2018.12.21 - 2018.12.28） | 愛情重跑 （2018.04.05 - ）                             |                                      |

| 香港 myTV SUPER 日劇台 星期三 13:30 - 14:30、16:30 - 17:30、19:30 - 20:30及22:30 - 23:30 | 香港 myTV SUPER 日劇台 星期三 13:30 - 14:30、16:30 - 17:30、19:30 - 20:30及22:30 - 23:30 | 香港 myTV SUPER 日劇台 星期三 13:30 - 14:30、16:30 - 17:30、19:30 - 20:30及22:30 - 23:30 |
| ---------------------------------------------------------------------------------------- | ---------------------------------------------------------------------------------------- | ---------------------------------------------------------------------------------------- |
|                                                                                          | 重啟人生 （2018.03.07 - 2018.05.09）                                                     |                                                                                          |
| 獨男的春天 （2018.01.31 - 2018.02.28）                                                   | 戀愛記憶 （2018.05.16 - 2018.07.28）                                                     |                                                                                          |